# Mezon Stainless Steel
Mezon Stainless Steel Fzco. — компания оптовой торговли металлопродукцией, расположенная в ОАЭ. На 100% принадлежит японской сого сёся компании Sumitomo Corporation.

## Компания сегодня
Mezon Stainless Steel на Ближнем и Среднем Востоке является эксклюзивным поставщиком продукции компаний Sumitomo Metal Industries Ltd., Nippon Steel Corporation и Stainless KUZE Co.Ltd., также поставщиком продукции Sanyo Special Steel Co.,Ltd., Froch Enterprise Co. и некоторых других.
Ежегодный объём продажи стали превышает 1 млн тонн.